# Natação no Campeonato Mundial de Esportes Aquáticos de 2013 - 1500 m livre masculino
A prova dos 1500 metros livre masculino da natação no Campeonato Mundial de Esportes Aquáticos de 2013 ocorreu entre os dias 3 de agosto e 4 de agosto no Palau Sant Jordi  em Barcelona.

## Recordes
Antes desta competição, os recordes mundiais e do campeonato nesta prova eram os seguintes:
| Tipo                  | Atleta   | Tempo    | Local   | Data                |
| --------------------- | -------- | -------- | ------- | ------------------- |
|                       | Sun Yang | 14:31.02 | Londres | 4 de agosto de 2012 |
| Recorde do campeonato | Sun Yang | 14:34.14 | Xangai  | 31 de julho de 2011 |

## Medalhistas
| Ouro           | Prata               | Bronze                     |
| Sun Yang (CHN) | Ryan Cochrane (CAN) | Gregorio Paltrinieri (ITA) |

## Resultados

### Eliminatórias
Esses foram os resultados das eliminatórias.
| Pos. | Bateria | Raia | Nadador              | Nacionalidade  | Tempo    | Notas            |
| ---- | ------- | ---- | -------------------- | -------------- | -------- | ---------------- |
| 1    | 4       | 4    | Sun Yang             | China          | 14:54.65 | Q                |
| 2    | 3       | 4    | Ryan Cochrane        | Canadá         | 14:55.15 | Q                |
| 3    | 2       | 5    | Connor Jaeger        | Estados Unidos | 14:56.62 | Q                |
| 4    | 4       | 5    | Gregorio Paltrinieri | Itália         | 14:57.15 | Q                |
| 5    | 3       | 8    | Pál Joensen          | Ilhas Feroé    | 14:57.76 | Q                |
| 6    | 3       | 5    | Jordan Harrison      | Austrália      | 14:58.62 | Q                |
| 7    | 4       | 6    | Michael McBroom      | Estados Unidos | 14:59.73 | Q                |
| 8    | 3       | 3    | Daniel Fogg          | Reino Unido    | 15:00.48 | Q                |
| 9    | 2       | 6    | Ayatsugu Hirai       | Japão          | 15:03.45 |                  |
| 10   | 4       | 3    | Mateusz Sawrymowicz  | Polónia        | 15:06.45 |                  |
| 11   | 2       | 4    | Oussama Mellouli     | Tunísia        | 15:07.89 |                  |
| 12   | 2       | 2    | Yohsuke Miyamoto     | Japão          | 15:09.21 |                  |
| 12   | 3       | 2    | Gergely Gyurta       | Hungria        | 15:09.21 |                  |
| 14   | 4       | 1    | Pawel Furtek         | Polónia        | 15:13.88 |                  |
| 15   | 4       | 0    | Matias Koski         | Finlândia      | 15:13.97 |                  |
| 16   | 2       | 1    | Marc Sánchez         | Espanha        | 15:13.98 |                  |
| 17   | 2       | 9    | Devon Brown          | África do Sul  | 15:14.51 |                  |
| 18   | 3       | 6    | Serhiy Frolov        | Ucrânia        | 15:17.47 |                  |
| 19   | 2       | 3    | Gabriele Detti       | Itália         | 15:18.04 |                  |
| 20   | 3       | 9    | Richárd Nagy         | Eslováquia     | 15:22.20 | Recorde nacional |
| 21   | 4       | 7    | Gergő Kis            | Hungria        | 15:23.26 |                  |
| 22   | 4       | 8    | Sören Meißner        | Alemanha       | 15:23.33 |                  |
| 23   | 2       | 8    | Enzo Vial-Collet     | França         | 15:23.92 |                  |
| 24   | 3       | 7    | Hao Yun              | China          | 15:24.63 |                  |
| 25   | 4       | 2    | Will Brothers        | Canadá         | 15:24.74 |                  |
| 26   | 3       | 1    | Ahmed Akaram         | Egito          | 15:27.60 |                  |
| 27   | 3       | 0    | Esteban Enderica     | Equador        | 15:27.90 |                  |
| 28   | 1       | 6    | Mateo de Angulo      | Colômbia       | 15:30.59 | Recorde nacional |
| 29   | 1       | 5    | Uladzimir Zhyharau   | Bielorrússia   | 15:30.65 |                  |
| 30   | 1       | 4    | Ediz Yıldırımer      | Turquia        | 15:38.46 |                  |
| 31   | 4       | 9    | Alejandro Gómez      | Venezuela      | 15:38.78 |                  |
| 32   | 2       | 0    | Arturo Pérez Vertti  | México         | 15:41.38 |                  |
| 33   | 1       | 3    | Kevin Yeap           | Malásia        | 15:46.72 |                  |
| 34   | 2       | 7    | Martin Naidich       | Argentina      | 15:56.17 |                  |
| 35   | 1       | 2    | Matthew Lowe         | Bahamas        | 16:07.53 | Recorde nacional |

### Final
Esse foi o resultado da final. 
| Pos.              | Raia | Nadador              | Nacionalidade  | Tempo    | Notas            |
| ----------------- | ---- | -------------------- | -------------- | -------- | ---------------- |
| Medalha de ouro   | 3    | Sun Yang             | China          | 14:41.15 |                  |
| Medalha de prata  | 5    | Ryan Cochrane        | Canadá         | 14:42.48 |                  |
| Medalha de bronze | 6    | Gregorio Paltrinieri | Itália         | 14:45.37 | Recorde nacional |
| 4                 | 4    | Connor Jaeger        | Estados Unidos | 14:47.96 |                  |
| 5                 | 1    | Michael McBroom      | Estados Unidos | 14:53.95 |                  |
| 6                 | 7    | Jordan Harrison      | Austrália      | 15:00.44 |                  |
| 7                 | 2    | Pál Joensen          | Ilhas Feroé    | 15:03.10 |                  |
| 8                 | 8    | Daniel Fogg          | Reino Unido    | 15:05.92 |                  |

Legenda
| Recorde mundial       | Recorde mundial (World record)               |                       | Recorde africano                      | Recorde africano (African) |                                           | Q | Classificado por posição (Qualified) |
| Recorde do campeonato | Recorde do campeonato (Championship record)  | Recorde da América    | Recorde da América (Americas)         | q                          | Classificado por melhor tempo (Qualified) |   |                                      |
| Melhor marca do ano   | Melhor marca do ano (World leading)          | Recorde asiático      | Recorde asiático (Asian)              | DNS                        | Não largou (Did not start)                |   |                                      |
| Recorde nacional      | Recorde nacional (National record)           | Recorde europeu       | Recorde europeu (European)            | DNF                        | Não terminou (Did not finish)             |   |                                      |
| Recorde pessoal       | Recorde pessoal do atleta (Personal best)    | Recorde da Oceania    | Recorde da Oceania (Oceania)          | DSQ / DQ                   | Desclassificado (Disqualified)            |   |                                      |
| Recorde da temporada  | Recorde da temporada do atleta (Season best) | Recorde sul-americano | Recorde sul-americano (South America) | NM                         | Sem marca (No mark)                       |   |                                      |